# Мужун Сюэцунь
Мужун Сюэцунь (кит. 慕容雪村) — современный китайский писатель, блогер.
Родился в 1974 году в провинции Шаньдун, с 14 лет жил в провинции Гирин, в настоящий момент попеременно проживает в Тибете либо на острове Хайнань. Достиг успеха на литературном поприще, публикая свои работы на различных Интернет сайтах, стал знаменитым, благодаря своему роману «Чэнду, забудь обо мне сегодня» (Chengdu, leave me alone tonight, 成都！今夜请将我遗忘), 2002. В 2008 году роман был переведен на английский язык и попал в лонг-лист номинантов на премию Man Asia Literary Prize. Также известны романы автора «Рай — налево, Шэньчжэнь — направо», «Черешни из Эдема». В январе 2008 года вышел новый роман писателя «Танец сквозь красную пыль». На вопрос, о чём он пишет в своих романах, писатель как-то сказал, что хотел бы рассказать о противоречиях между человеком и природой.
За книгу, разоблачающую финансовую пирамиду в провинции Цзянси, получил государственную Народную литературную премию; в речи при награждении собирался выступить с критикой цензуры в Китае, но ему запретили с ней выступить, и в конечном итоге она вышла в The New York Times.